# Dan Mustapic
Daniel Matthew „Dan“ Mustapic (* 23. August 1960 in Port Arthur, Kanada) ist ein neuseeländischer Curler.
Mustapic nahm bisher an sechs Pazifikmeisterschaften teil und hat diese in den Jahren 2002 und 2004 gewonnen. 
An den Weltmeisterschaften von 2001, 2004 und 2005 nahm Mustapic teil, ging aber leer aus.
2006 nahm Mustapic an den Olympischen Winterspielen in Turin teil. Die Mannschaft belegte den zehnten Platz.